# Compañía Colombiana Automotriz
La Compañía Colombiana Automotriz è un costruttore che cura l'assemblaggio di automobili la cui sede è ubicata a Bogotà in Colombia, dal 1990 diventata proprietà della Mazda di cui costituisce una filiale.

## Storia
Questa società fu creata all'inizio degli anni '60 come Lara Leonidas e Hijos per l'assemblaggio delle Jeep Willys. Nel 1968, un accordo di licenza viene firmato con la francese Peugeot per assemblare la 404 ma l'accordo viene disdetto l'anno successivo.
Prima di associarsi con la FIAT nel 1973, la società cambia nome e diventa Compañía Colombiana Automotriz. Nel periodo di collaborazione con il gruppo torinese (che deteneva una partecipazione azionaria di minoranza) molti veicoli furono assemblati su licenza, come la Fiat 600 nelle versioni argentine e poi jugoslave con la Zastava 750.
Con la crisi economica che conobbero i paesi dell'America del sud nei primi anni ottanta, la Fiat preferì concentrarsi sulle filiali in Argentina Fiat Concord e Brasile Fiat Automoveïs cedendo la sua partecipazione alla casa giapponese Mazda nel dicembre 1983.
Da quel momento "C.C.A." comincia l'assemblaggio dei modelli giapponesi e rapidamente la Mazda aumenta la sua partecipazione nel capitale sociale per arrivare al 100% e trasformarla in Mazda Colombia.
La produzione globale dell'anno 2007 ha riguardato l'assemblaggio di Mazda 3, Mazda B-Series, Mazda 6 e Mazda Allegro per tutto il Sudamerica, il cui principale sbocco è il Venezuela che ne ha importato 12.000 esemplari durante i soli primi nove mesi del 2007, più del 70% della produzione totale. Ma in ottobre 2007, il Venezuela ha imposto un limite alle importazioni che ha ridotto di metà la produzione della C.C.A. La produzione 2008 non ha superato le 5.000 unità.
Nel 2014 gli ultimi stabilimenti sono stati chiusi e non c'è più produzione in territorio colombiano.

## Lista dei veicoli assemblati
- Wyllys CJ5 (1964-67)
- Wyllys CJ3B (1966-72)
- Peugeot 404 (1968-69)
- Fiat 600 (1973-80)
- Zastava 1300 (1973)
- Zastava 750Z (1980-83)
- Fiat 128 (1980-83)
- Polski Fiat 125p (1980-83)
- Fiat 147
- Fiat 131
- Fiat OM 70
- Fiat 673N 1973-80
- Mazda 323
- Mazda B-Series
- Mazda T-Series
- Mazda 626
- Mazda Allegro
- Mazda 3
- Mazda 6
- Mazda 2
- Mazda BT-50